# Templo de Anaíta

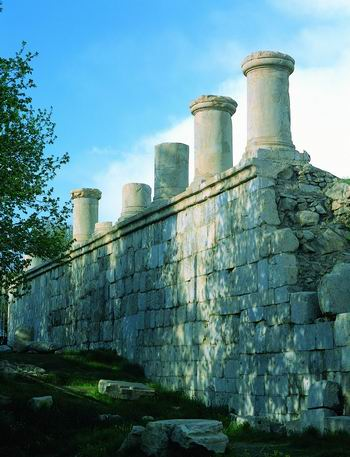
Restos do Templo Anaíta em Cangavar

O Templo de Anaíta (em persa: معبد آناهیتا ou پرستشگاه آناهیتا) é um dos dois sítios arqueológicos no Irã que se acredita terem sido construídos para a veneração da antiga divindade Anaíta. O maior e mais conhecido dos dois é em Cangavar, na província de Quermanxá. O outro está em Bixapur.
Os restos em Cangavar revelam um edifício de caráter helenístico e, no entanto, mostram desenhos arquitetônicos persas. As enormes dimensões do plinto, por exemplo, medindo pouco mais de 200 m de cada lado, e seus fundamentos megalíticos, que ecoam as plataformas de pedra aquemênidas, "constituem elementos persas". Isto é apoiado pelas "duas escadarias laterais que sobem à maciça plataforma de pedra reminiscente das tradições aquemênidas", particularmente a do Palácio de Apadana em Persépolis.

## Disputa sobre sua delimitação
Há controvérsias entre os acadêmicos quando se trata de identificar a estrutura principal do sítio. A Encyclopædia Iranica a esse respeito conclui:
"Até que escavações mais detalhadas sejam realizadas, julgamentos definitivos sobre a função da plataforma Cangavar não podem ser declarados" 
A escavação começou em 1968, época em que a "grande estrutura com suas grandes colunas iônicas em uma alta plataforma de pedra" foi associada a um comentário de Isidoro de Cárax, que se refere a um "Templo de Ártemis". As referências a Ártemis no Irã são geralmente interpretadas como referências a Anaíta e, como resultado, acredita-se que o local era um "templo colunar dedicado a Anaíta".
Karim Pirnia, um dos defensores desta teoria, acredita que a construção pertence ao estilo da Pártia, que passou por reformas no período sassânida. Warwick Ball considera a estrutura "para ser uma das melhores obras de arquitetura parta" que tem uma "forma do templo romano oriental", com ênfase arquitetônica em temenos. Como Arthur Upham Pope (1965, 1971), Ball (2001) também concorda que o templo arquitetonicamente "lembra as tradições aquemênidas". " Esses e outros estudiosos continuam examinando o local como possivelmente atribuído à divindade Anaíta."
Em 1981, um relatório de um escavador local, Massoud Azarnoush, declarou que a construção "não tinha as características necessárias para identificá-lo como um templo" . Ali Akbar Sarfaraz, ex-chefe da equipe de arqueologia da Universidade de Teerã compartilha essa opinião. A teoria popular sustentada por esse grupo é que a ruína é de um palácio sassânida tardio.
Finalmente, um terceiro grupo sustenta que o local foi originalmente construído no período Aquemênida e passou por várias fases de construção. Deste grupo, pode-se mencionar o arqueólogo S. Kambakhsh Fard.

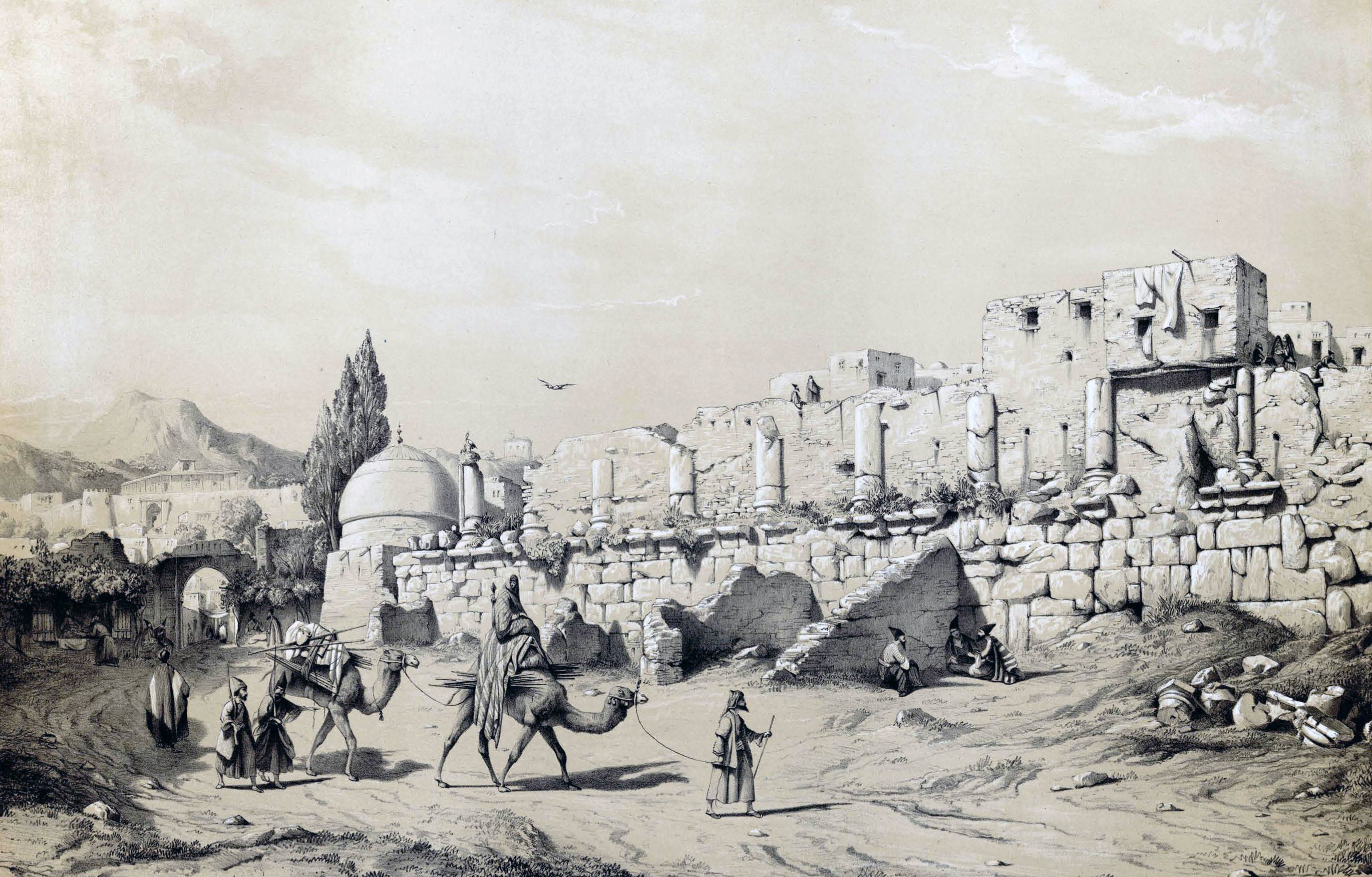
Desenho de Eugène Flandin, c. 1840. Ele mencionou o edifício como "o templo grego"

## Disputa sobre sua data de construção
Originalmente, 200 a.C. foi proposta como a data de construção do local. "Sob o parto, qualquer influência ocidental observável pode ser uma sobrevivência do período helenístico, que é a razão pela qual o monumento de Cangavar já foi aceitavelmente datado como a antiga Partia, enquanto uma pesquisa recente mostrou que era Sassânida tardia."
Nesse sentido, Warwick Ball diz no entanto:
Estudos prévios favoreciam uma data selêucida, com alguns sugerindo uma data aquemênida para a plataforma. Uma data no período parta foi mais geralmente favorecida por razões estilísticas, mas escavações recentes encontraram evidências de uma grande construção sassânida. Temenos com colunatas são diferentes em quase todos os aspectos da arquitetura sassânida. O templo provavelmente passou por numerosos períodos importantes de reconstrução, talvez com uma data do segundo século II para os temenos com colunatas, e uma grande reconstrução sassânida do edifício do interior do santuário".